# Støvring Posthus
Støvring Posthus eller Støvring Distributionscenter er et postdistributionscenter på Mercurvej i Støvring. Tidligere var det også et posthus. Alt postomdeling i 9530 Støvring, 9541 Suldrup, 9230 Svenstrup J 9520 Skørping, 9510 Arden, 9575 Terndrup og 9574 Bælum foregår med udgangspunkt fra Støvring Posthus.
I 1999 lukkede postekspeditionen i posthuset, og personalet blev virksomhedsoverdraget til en nyindrettet postbutik i Grangårdscenteret, på Jernbanegade. Det skyldtes flere års fald i posthusets omsætning.
Den 1. marts 2005 flyttede postbutikken fra Grangårdscenteret til Bøger & Papir på Jernbanegade. Det skete på grund af for lidt kunder.

## Historie
Den 1. januar 2014 lukkede Skørping Posthus og størstedelen af de ansatte blev herefter flyttet til Støvring Posthus.
I 2013 lukkede Svenstrup J Posthus og de ansatte blev derefter flyttet til Støvring Posthus.